# Brauerei Sigwart

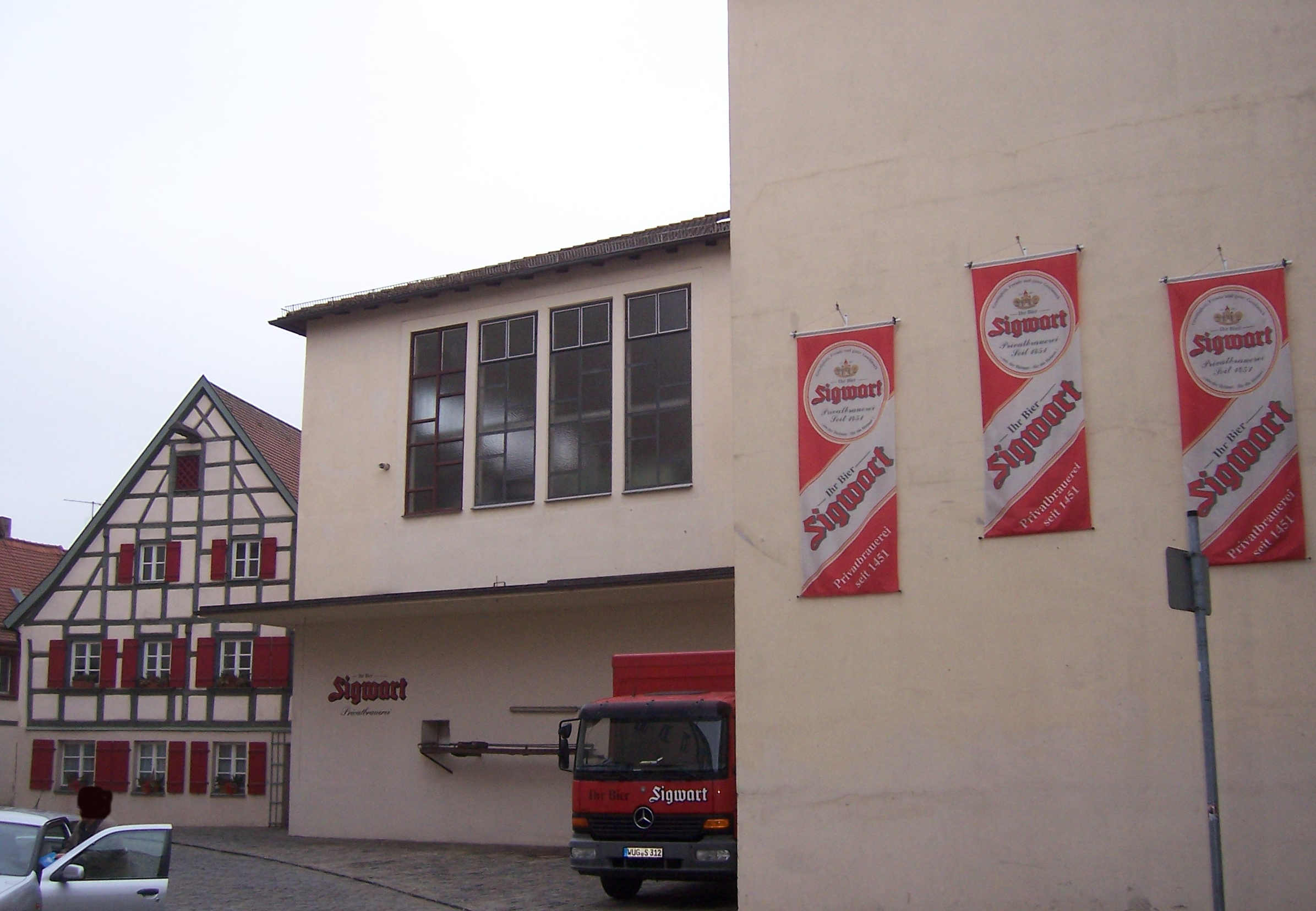
Brauereigebäude

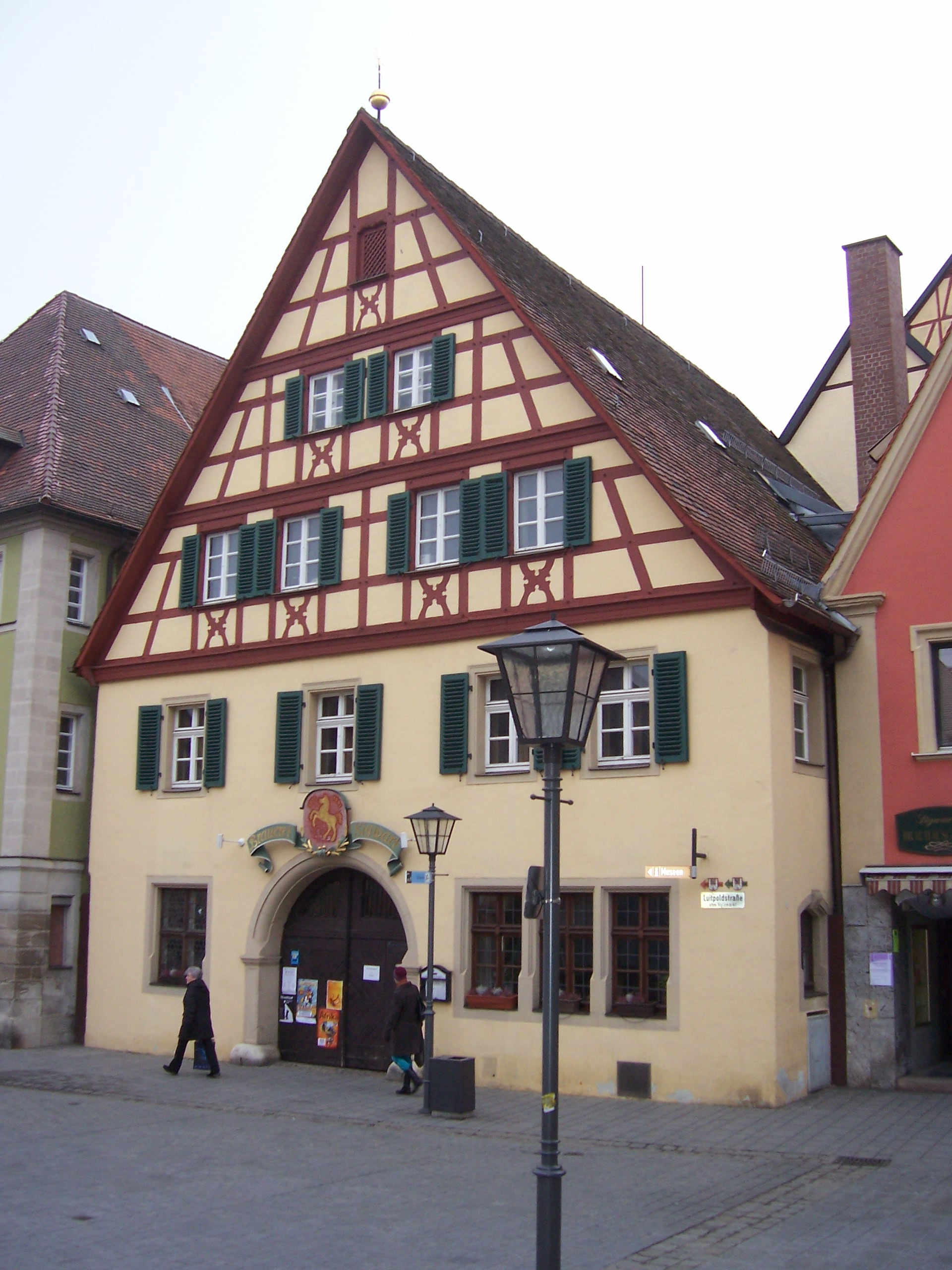
Gasthaus „Zum roten Roß“

Die Brauerei Sigwart, auch „Zum roten Roß“ oder „Müller“ war eine der zwei letzten noch aktiven Brauereien in Weißenburg in Bayern, einer Großen Kreisstadt im mittelfränkischen Landkreis Weißenburg-Gunzenhausen. Sigwart war bis zur Betriebseinstellung die älteste Brauerei am Ort: „1451 Beginn der Brautradition im Hause Sigwart; in dieser Zeit auch Bau des Gasthauses.“ Die Brauerei und das Gasthaus „Zum roten Roß“ ist in der Luitpoldstraße 17 und in den Gebäuden an der Roßmühle beheimatet.

## Geschichte der Brauerei Sigwart
Gegen Ende des 18. Jahrhunderts spürte das „Rote Roß“ das nachlassende Interesse an „weißem Bier“. So erhielt der Brauer Johan Michael Jordan die Konzession zum Brauen von „braunem Bier“, im selben Jahr wurde noch das Brauhaus gebaut. 1852 erwarb Leonhard Betz aus Bergen die Brauerei, die bis heute in Familienbesitz ist: Betz – Böswillibald – Müller – Sigwart – Aurnhammer.
Neben der Brauerei Schneider belieferte die Brauerei Sigwart im jährlichen Wechsel die Weißenburger Kirchweih mit Bier.
Der Betrieb der Brauerei wurde zum 1. März 2019 eingestellt. Die Privatbrauerei Hofmühl in Eichstätt übernahm die Brauerei Sigwart und braut in Eichstätt mit anderer Rezeptur die beiden Biersorten Sigwart Hell und Premium Pils.

## Sommerkeller
Rund 16 Jahre nach dem Bau des Brauhauses wurde der Sommerkeller 1814 nahe der alten Eichstätter Straße gegraben (heute „An den Sommerkellern 56“). Der Keller trug zeitweise den Namen „Betzenkeller“ und „Müllerkeller“ nach den jeweiligen Besitzern der Brauerei. An der Stelle steht heute ein Wohnhaus. 1935 wurde der sogenannte „Stöckerskeller“ erworben, der heute als „Bärenkeller“ bekannt ist.

## Übernahme Weißenburger Brauereien
Folgende Brauereien wurden von Sigwart gekauft und integriert:
- 1906 Zu den drei Königen – Frauentorstraße 13[3]
- Sept. 1926 Zum weißen Lamm (Brauerei Preu) – Friedrich-Ebert-Straße 21[4]